# نيل ماكفارلين
نيل ماكفارلين (بالإنجليزية: Neil MacFarlane)‏ هو لاعب كرة قدم بريطاني في مركز الوسط، ولد في 10 أكتوبر 1977 في Dunoon ‏ في المملكة المتحدة. لعب مع كوين أوف ساوث ونادي أبردين ونادي غرينوك مورتون ونادي كلايد ونادي كيلمارنوك وهارت أوف ميدلوثيان.

## وصلات خارجية
- نيل ماكفارلين على موقع قاعدة بيانات كرة القدم.إي يو (الإنجليزية)
- نيل ماكفارلين على موقع Soccerbase.com (لاعب) (الإنجليزية)
- نيل ماكفارلين على موقع Soccerbase.com (مدرب) (الإنجليزية)